# Liste des gares du Grand Est
Cette liste concerne les gares ou haltes ouvertes aux voyageurs de la SNCF, situées sur le territoire de la région administrative Grand Est (Collectivité européenne d'Alsace, Champagne-Ardenne et Lorraine). N'y figurent pas les gares ouvertes uniquement au service des marchandises.

## Alsace

### Bas-Rhin
- Gare de Barr
- Gare de Benfeld
- Gare de Bischheim
- Gare de Bischoffsheim
- Gare de Bischwiller
- Gare de Bourg-Bruche
- Gare de Brumath
- Gare de Dachstein
- Gare de Dambach-la-Ville
- Gare de Dettwiller
- Gare de Diemeringen
- Gare de Dorlisheim
- Gare de Drusenheim
- Gare de Duppigheim
- Gare de Duttlenheim
- Gare d'Ebersheim
- Gare d'Eichhoffen
- Gare d'Entzheim-Aéroport
- Gare d'Epfig
- Gare d'Erstein
- Gare de Fegersheim - Lipsheim
- Gare de Fouday
- Gare de Gambsheim
- Gare de Geispolsheim
- Gare de Gertwiller
- Gare de Goxwiller
- Gare de Graffenstaden
- Gare de Gresswiller
- Gare de Gundershoffen
- Gare de Haguenau
- Gare de Heiligenberg - Mollkirch
- Gare de Herrlisheim
- Gare de Hochfelden
- Gare de Hoelschloch
- Gare de Hœnheim-Tram
- Gare de Hœrdt
- Gare de Hoffen
- Gare de Hunspach
- Gare d'Ingwiller
- Gare de Kilstett
- Gare de Kogenheim
- Gare de Krimmeri-Meinau
- Gare de Kurtzenhouse
- Gare de Lauterbourg
- Gare de Limersheim
- Gare de Lingolsheim
- Gare de Lutzelhouse
- Gare de Marienthal
- Gare de Matzenheim
- Gare de Mertzwiller
- Gare de Molsheim
- Gare de Mommenheim
- Gare de Mothern
- Gare de Mullerhof
- Gare de Munchhausen
- Gare de Mundolsheim
- Gare de Mutzig
- Gare de Niederbronn-les-Bains
- Gare d'Obermodern
- Gare d'Obernai
- Gare d'Oermingen
- Gare de Reichshoffen-Ville
- Gare de Riedseltz
- Gare de Rœschwoog
- Gare de Roppenheim
- Gare de Rosheim
- Gare de Rothau
- Gare de Rountzenheim
- Gare de Russ - Hersbach
- Gare de Saales
- Gare de Saint-Blaise-la-Roche - Poutay
- Gare de Saverne
- Gare de Scherwiller
- Gare de Schirmeck - La Broque
- Gare de Schweighouse-sur-Moder
- Gare de Schwindratzheim
- Gare de Sélestat
- Gare de Seltz
- Gare de Sessenheim
- Gare de Soultz-sous-Forêts
- Gare de Steinbourg
- Gare de Stephansfeld
- Gare de Strasbourg-Roethig
- Gare de Strasbourg-Ville
- Gare de Tieffenbach - Struth
- Gare d'Urmatt
- Gare de Vendenheim
- Gare de Vœllerdingen
- Gare de Walbourg
- Gare de La Wantzenau
- Gare de Weyersheim
- Gare de Wilwisheim
- Gare de Wingen-sur-Moder
- Gare de Wisches
- Gare de Wissembourg

### Haut-Rhin
- Gare d'Altkirch
- Gare de Bantzenheim
- Gare de Bartenheim
- Gare de Bitschwiller
- Gare de Bollwiller
- Gare de Breitenbach
- Gare de Cernay
- Gare de Colmar
- Gare de Colmar-Mésanges
- Gare de Colmar-Saint-Joseph
- Gare de Dannemarie
- Gare de Fellering
- Gare de Flaxlanden
- Gare de Graffenwald
- Gare de Gunsbach - Griesbach
- Gare de Habsheim
- Gare de Herrlisheim-près-Colmar
- Gare d'Illfurth
- Gare d'Ingersheim
- Gare de Kruth
- Gare de Leymen
- Gare de Logelbach
- Gare de Luttenbach-près-Munster
- Gare de Lutterbach
- Gare de Merxheim
- Gare de Metzeral
- Gare de Montreux-Vieux
- Gare de Moosch
- Gare de Muhlbach-sur-Munster
- Gare de Mulhouse-Ville
- Gare de Mulhouse-Dornach
- Gare de Munster
- Gare de Munster-Badischhof
- Gare d'Oderen
- Gare de Raedersheim
- Gare de Ranspach
- Gare de Rixheim
- Gare de Rouffach
- Gare de Saint-Amarin
- Gare de Saint-Gilles
- Gare de Saint-Louis
- Gare de Saint-Louis-la-Chaussée
- Gare de Sierentz
- Gare de Staffelfelden
- Gare de Tagolsheim
- Gare de Thann
- Gare de Thann-Centre
- Gare de Thann-Saint-Jacques
- Gare de Turckheim
- Gare de Vieux-Thann
- Gare de Vieux-Thann-ZI
- Gare de Walbach-La-Forge
- Gare de Walheim
- Gare de Wesserling
- Gare de Wihr-au-Val - Soultzbach-les-Bains
- Gare de Willer-sur-Thur
- Gare de Zillisheim

## Champagne-Ardenne

### Ardennes
- Gare d'Amagne - Lucquy
- Gare d'Anchamps
- Gare d'Aubrives
- Gare de Bogny-sur-Meuse
- Gare de Carignan
- Gare de Charleville-Mézières
- Gare de Deville
- Gare de Donchery
- Gare de Fépin
- Gare de Fumay
- Gare de Givet
- Gare d'Haybes
- Gare de Joigny-sur-Meuse
- Gare de Laifour
- Gare de Mohon
- Gare de Monthermé
- Gare de Nouvion-sur-Meuse
- Gare de Nouzonville
- Gare de Poix-Terron
- Gare de Rethel
- Gare de Revin
- Gare de Sedan
- Gare de Vireux-Molhain
- Gare de Vrigne-Meuse

### Aube
- Gare de Bar-sur-Aube
- Gare de Nogent-sur-Seine
- Gare de Romilly-sur-Seine
- Gare de Troyes
- Gare de Vendeuvre (Aube)

### Marne
- Gare d'Avenay
- Gare d'Ay
- Gare de Bazancourt
- Gare de Bouy
- Gare de Breuil - Romain
- Gare de Châlons-en-Champagne
- Gare de Champagne-Ardenne TGV
- Gare de Courcy - Brimont
- Gare de Dormans
- Gare d'Épernay
- Gare de Fismes
- Gare de Franchet d'Esperey
- Gare de Germaine
- Gare de Jonchery-sur-Vesle
- Gare de Loivre
- Gare de Magneux - Courlandon
- Gare de Montbré
- Gare de Mourmelon-le-Petit
- Gare de Muizon
- Gare de Prunay
- Gare de Reims
- Gare de Reims-Maison-Blanche
- Gare de Rilly-la-Montagne
- Gare de Sept-Saulx
- Gare de Sillery
- Gare de Saint-Hilaire-au-Temple
- Gare de Trois-Puits
- Gare de Val-de-Vesle
- Gare de Vitry-le-François

### Haute-Marne
- Gare de Bayard
- Gare de Bologne
- Gare de Chaumont
- Gare de Chevillon
- Gare de Culmont - Chalindrey
- Gare de Donjeux
- Gare d'Eurville
- Gare de Froncles
- Gare de Gudmont
- Gare de Joinville
- Gare de Langres
- Gare de Saint-Dizier
- Gare de Vignory
- Gare de Vraincourt - Viéville

## Lorraine

### Meurthe-et-Moselle
- Gare d'Auboué
- Gare d'Audun-le-Roman
- Gare d'Azerailles
- Gare de Baccarat
- Gare de Bayon
- Gare de Belleville
- Gare de Bertrichamps
- Gare de Blainville - Damelevières
- Gare de Champigneulles
- Gare de Chenevières
- Gare de Conflans - Jarny
- Gare de Dieulouard
- Gare de Dombasle-sur-Meurthe
- Gare d'Einvaux
- Gare de Fontenoy-sur-Moselle
- Gare de Foug
- Gare de Frouard
- Gare d'Hatrize
- Gare d'Houdemont
- Gare d'Igney - Avricourt
- Gare de Jarville-la-Malgrange
- Gare de Jœuf
- Gare de Laneuveville-devant-Nancy
- Gare de Liverdun
- Gare de Longuyon
- Gare de Longwy
- Gare de Ludres
- Gare de Lunéville
- Gare de Marbache
- Gare de Ménil-Flin
- Gare de Messein
- Gare de Mont-sur-Meurthe
- Gare de Nancy-Ville
- Gare de Neuves-Maisons
- Gare d'Onville
- Gare de Pagny-sur-Moselle
- Gare de Pompey
- Gare de Pont-à-Mousson
- Gare de Pont-Saint-Vincent
- Gare de Rosières-aux-Salines
- Gare de Saint-Clément - Laronxe
- Gare de Thiaville
- Gare de Toul
- Gare de Valleroy - Moineville
- Gare de Vandières
- Gare de Varangéville - Saint-Nicolas

### Meuse
- Gare de Bar-le-Duc
- Gare de Baroncourt
- Gare de Commercy
- Gare d'Étain
- Gare de Meuse TGV
- Gare de Montmédy
- Gare de Nançois - Tronville
- Gare de Pagny-sur-Meuse
- Gare de Revigny
- Gare de Verdun

### Moselle
- Gare d'Ancy-sur-Moselle
- Gare d'Apach
- Gare d'Ars-sur-Moselle
- Gare de Basse-Ham
- Gare de Bénestroff
- Gare de Béning
- Gare de Berthelming
- Gare de Courcelles-sur-Nied
- Gare de Farébersviller
- Gare de Farschviller
- Gare de Faulquemont
- Gare de Forbach
- Gare de Gandrange - Amnéville
- Gare de Hagondange
- Gare de Hayange
- Gare d'Herny
- Gare de Hettange-Grande
- Gare de Hombourg-Haut
- Gare d'Homécourt
- Gare de Hundling
- Gare de Kalhausen
- Gare de Kœnigsmacker
- Gare de Lorraine TGV
- Gare de Lutzelbourg
- Gare de Malling
- Gare de Maizières-lès-Metz
- Gare de Metz-Nord
- Gare de Metz-Ville
- Gare de Morhange
- Gare de Moyeuvre-Grande
- Gare de Novéant
- Gare de Peltre
- Gare de Réding
- Gare de Rémilly
- Gare de Rombas - Clouange
- Gare de Saint-Avold
- Gare de Sanry-sur-Nied
- Gare de Sarrebourg
- Gare de Sarreguemines
- Gare de Teting
- Gare de Thionville
- Gare d'Uckange
- Gare de Walygator-Parc
- Gare de Woippy

### Vosges
- Gare d'Arches
- Gare de Bains-les-Bains
- Gare de Bruyères
- Gare de Charmes
- Gare de Châtel - Nomexy
- Gare de Contrexéville
- Gare d'Éloyes
- Gare d'Épinal
- Gare d'Étival-Clairefontaine
- Gare d'Igney
- Gare de Neufchâteau
- Gare de Pouxeux
- Gare de Provenchères-sur-Fave
- Gare de Raon-l'Étape
- Gare de Remiremont
- Gare de Saint-Dié-des-Vosges
- Gare de Saint-Michel-sur-Meurthe
- Gare de Saint-Nabord
- Gare de Thaon
- Gare de Vincey
- Gare de Vittel
- Gare de Xertigny